# Генні Кейпер
Генні Кейпер (нід. Hennie Kuiper, 3 лютого 1949) — нідерландський велогонщик.
Олімпійський чемпіон 1972 року в груповій шосейній гонці.
Чемпіон світу з велоперегонів на шосе 1975 року в професіональній груповій шосейній гонці.